# عمر برافو

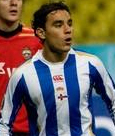
عمر برافو

عمر برافو (بالإسبانية: Omar Bravo)‏، من مواليد 4 مارس 1980 في لوس موتشيس في سينالوا في المكسيك.
منذ عام 2001 لعب مع نادي تشيفاس غوادالاخارا المكسيكي إلى حدود مايو 2008 قبل أن ينتقل للعب في الدوري الأسباني وبالتحديد مع ديبورتيفو لاكارونا الإسباني.
و قد بدأ باللعب مع منتخب المكسيك لكرة القدم في عام 2004.

## روابط خارجية
- عمر برافو على موقع الاتحاد الدولي (مؤرشف)  (الإنجليزية)
- عمر برافو على موقع الدوري الأمريكي (الإنجليزية)
- عمر برافو على موقع إي إس بي إن إف سي (الإنجليزية)
- عمر برافو على موقع قاعدة بيانات كرة القدم.إي يو (الإنجليزية)
- عمر برافو على موقع ناشيونال فوتبول تيمز (الإنجليزية)
- عمر برافو على موقع Soccerway.com (الإنجليزية)
- عمر برافو على موقع عالم كرة القدم.نت (الإنجليزية)
- عمر برافو على موقع أوليمبيديا (الإنجليزية)
- عمر برافو على موقع AS.com (الإسبانية)